# André Jolivard

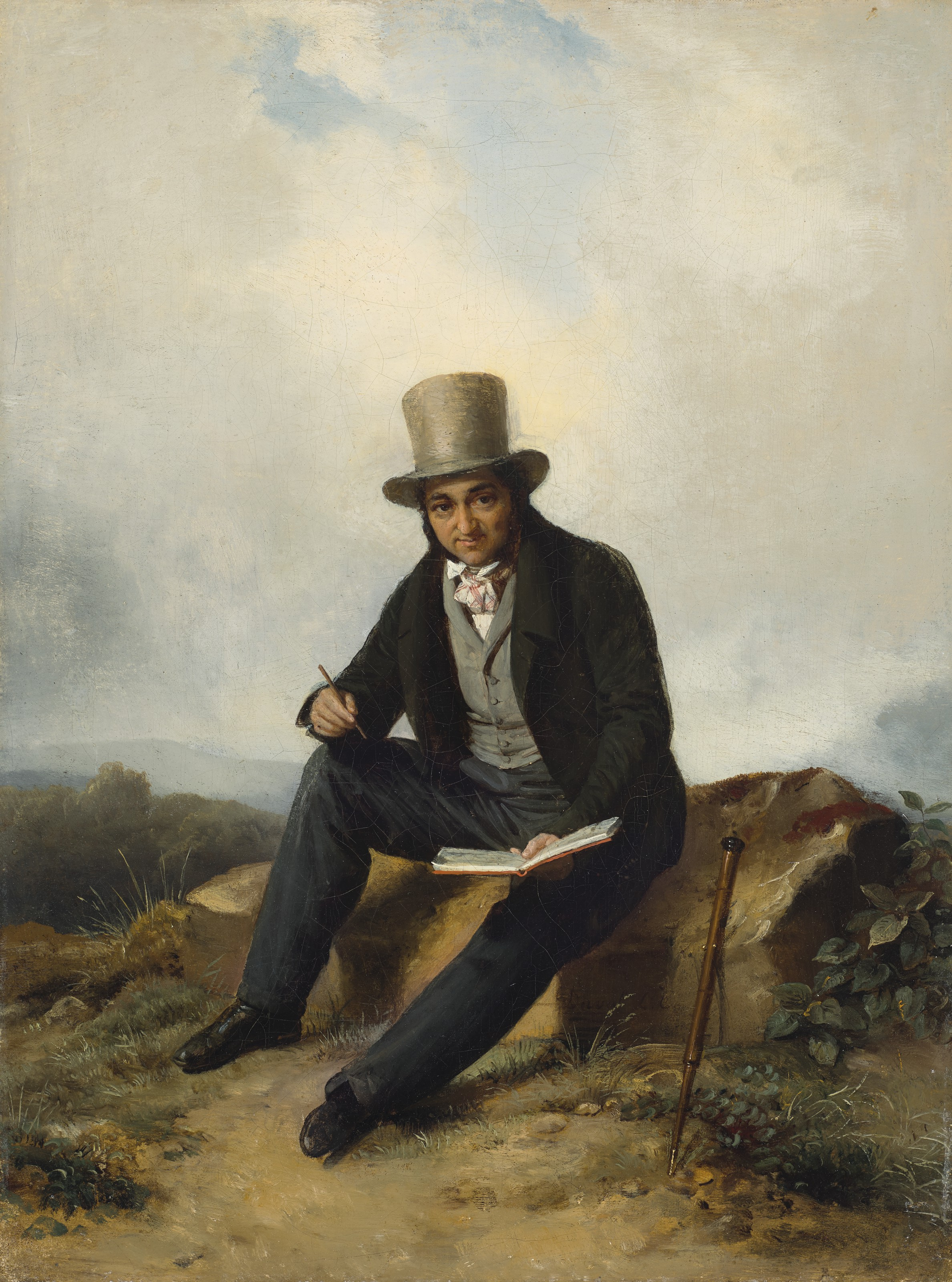
André Jolivard

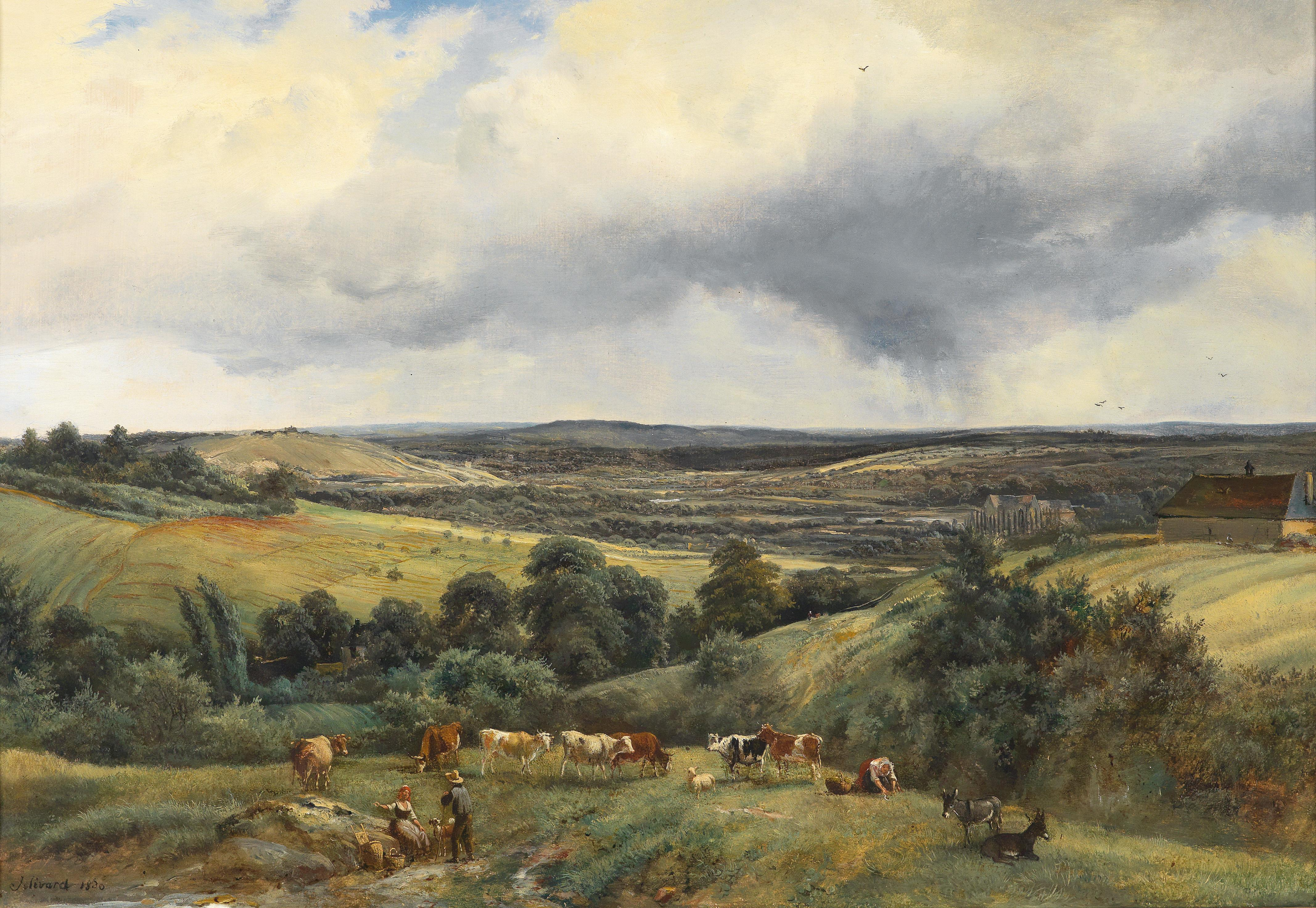
André Jolivard: Landschaft mit Tierherde, 1830

André Jolivard (* 15. September 1787 in Le Mans; † 8. Dezember 1851 in Paris) war ein französischer Maler und einer der bekanntesten Landschaftsmaler seiner Zeit.

## Leben
André Jolivard wurde am 15. September 1787 in Le Mans in der Provinz Maine im Nordwesten Frankreichs geboren. Er ging für ein Studium der Rechtswissenschaft nach Paris, das er jedoch unterbrach, um als Kriegsfreiwilliger in die Kaiserliche Garde Napoléon Bonapartes einzutreten. Mit ihr nahm er unter anderem 1813 an der Völkerschlacht bei Leipzig teil.
Nachdem Jolivard sein Jura-Studium 1816 mit Diplom abgeschlossen hatte, begann er als Schüler von Jean-Victor Bertin (1767–1842) eine Malerei-Ausbildung. Ab 1819 stellte er seine Gemälde immer wieder im Salon de Paris (Pariser Salon) aus, 1827 wurde er sogar mit einer Medaille geehrt. 1835 wurde Jolivard für seine Verdienste als Maler mit dem Ritterkreuz der französischen Ehrenlegion ausgezeichnet.
André Jolivard starb am 8. Dezember 1851 im Alter von 64 Jahren in Paris an den Folgen einer Tetanus-Infektion. Diese hatte er sich zugezogen, als er am 2. Dezember während des  Staatsstreichs durch Napoléon III. beim Öffnen eines Fenster zufällig von einer verirrten Kugel am Handgelenk verletzt wurde und die Wunde sich entzündete.